# Храстов зелен смок
Храстовите зелени смокове (Philothamnus semivariegatus) са вид влечуги от семейство Смокообразни (Colubridae).
Разпространени са в по-голямата част от Субсахарска Африка.
Таксонът е описан за пръв път от шотландския лекар Андрю Смит през 1840 година.